# 阿俊·薩爾賈
斯里尼瓦薩·薩爾賈（英語：Srinivasa Sarja，1964年8月15日—）或稱藝名阿俊·薩爾賈（英語：Arjun Sarja）、阿俊（英語：Arjun），印度男演員、導演、歌手、製片人、編劇及商人，除了泰盧固語和卡納達語電影以及一些馬拉雅拉姆語和印地語電影外，主要在泰米爾語電影界工作。阿俊因在動作片中的角色形象而被媒體和粉絲稱為「動作之王」（Action King），出演超過150部電影。他是為數不多的吸引印度多邦粉絲的南印度演員之一。